# 馬希濬
马希濬（930年—？），马楚武穆王马殷之子，排行不详。
马希濬在楚国没有官职，楚国灭亡随哥哥马希崇、马希能十九人住在南唐的扬州。周世宗显德三年（956年）后周攻克扬州，周世宗下诏安抚马氏兄弟。后来南唐收复扬州，马希濬随周世宗到达开封，马希濬被周世宗任命为节度行军司马，终于其职。